# Copes
Copes (en llatí Copae, en grec antic Κῶπαι) era una ciutat de Beòcia, que va formar part de la Lliga Beòcia. Era a la riba nord-est del llac Copais, que segons Estrabó va prendre el nom de la ciutat.
Encara existia en temps de Pausànies que menciona els temples de Demèter, Dionís i Serapis. És una ciutat que apareix al Catàleg de les naus, de la Ilíada, en el qual la primera posició correspon al contingent beoci, on hi consta mencionada Copes. Correspon actualment a Castri. Era un lloc petit, i el seu nom no apareix gaires vegades a la història grega. En parla Tucídides i diu que era una de les ciutats que va enviar hoplites contra els atenencs sota el comandament del beotarca Pagondes a l'expedició contra Dèlion a l'inici de la Guerra del Peloponès, l'any 424 aC.